# Інсбрук (аеропорт)
Аеропорт Інсбрук (IATA: INN, ICAO: LOWI) Flughafen Innsbruck)) - найбільший міжнародний аеропорт в Тіролі, західна Австрія. Розташований приблизно за 2,5 км від центру міста Інсбрук. Аеропорт, що було відкрито в 1925 році обслуговує регіональні рейси, а також сезонні міжнародні перевезення в європейських напрямках. Протягом зими активність значно зростає, через велику кількістю лижників, які прямують до регіону.
Аеропорт може приймати літаки до розміру Boeing 767. У лютому 2017 року було оголошено, що пасажирський термінал, який був відкритий для зимових Олімпійських ігор 1964 року буде замінено на новий, більший, який планують побудувати з 2019
Аеропорт Інсбрука є базою Welcome Air. До 31 березня 2015, Tyrolean Airways також мали базу в Іннсбруці. Проте в аеропорту продовжує розташовуватись головний офіс Air Alps.

## Авіалінії та напрямки, січень 2020
| Авіакомпанія               | Пункт призначення |
| -------------------------- | --- |
| Atlantic Airways           | Сезонний чартер: Копенгаген |
| Austrian Airlines          | Франкфурт, Відень Сезонний чартер: Біллунн, Бірмінгем, Бристоль, Кальярі, Копенгаген, Корфу, Единбург, Гетеборг, Іракліон, Кос, Лондон-Гатвік, Лондон-Станстед, Манчестер, Осло-Гардермуен, Родос, Стокгольм-Арланда |
| Avanti Air                 | Сезонний чартер: Каламата, Кефалонія, Ламеція-Терме, Менорка, Превеза, Салоніки |
| Braathens Regional Airways | Сезонний: Гетеборг |
| British Airways            | Лондон-Хітроу Сезонний: Лондон-Гатвік |
| Czech Airlines             | Сезонний чартер: Брач |
| Danish Air Transport       | Сезонний чартер: Біллунн |
| easyJet                    | Берлін-Тегель, Лондон-Гатвік Сезонний: Бристоль, Лондон-Лутон, Манчестер |
| Eurowings                  | Сезонний: Гамбург |
| Finnair                    | Сезонний: Гельсінкі |
| Flybe                      | Сезонний чартер: Бірмінгем, Бристоль, Единбург, Лідс/Бредфорд, Манчестер |
| Jet2.com                   | Сезонний: Бірмінгем, Лондон-Станстед (з 9 лютого 2020), Манчестер |
| Norwegian Air Shuttle      | Сезонний: Гетеборг |
| Pegasus Airlines           | Сезонний чартер: Анталія |
| Scandinavian Airlines      | Сезонний: Копенгаген, Осло-Гардермуен, Стокгольм-Арланда |
| S7 Airlines                | Сезонний: Москва-Домодєдово, Ст Петербург |
| Transavia                  | Амстердам, Ейндговен Сезонний: Роттердам |
| TUI Airways                | Сезонний чартер: Бірмінгем, Единбург, Дублін, Лондон-Гатвік, Лондон-Станстед, Манчестер, Ньюкасл |
| TUI fly Belgium            | Сезонний: Антверпен, Кос |

## Наземний транспорт
Аеропорт сполучено з містом і головним вокзалом Інсбрука автобусною лінією F. Рейси здійснюються кожні 15 хвилин, час в дорозі - 18 хвилин.

## Статистика
| Рік  | Пасажирообіг | % Зміна |
| ---- | ------------ | ------- |
| 2007 | 859,832      | ▬       |
| 2008 | 969,474      | ▲ 12.8  |
| 2009 | 956,972      | ▼ 1.3   |
| 2010 | 1,033,512    | ▲ 8.0   |
| 2011 | 997,020      | ▼ 3.5   |
| 2012 | 930,850      | ▼ 6.6   |
| 2013 | 981,118      | ▲ 5.4   |
| 2014 | 991,356      | ▲ 1.0   |
| 2015 | 1,001,255    | ▲ 1.0   |
| 2016 | 1,006,738    | ▲ 0.6   |
| 2017 | 1,092,547    | ▲ 8.5   |